# Sandjak de Bosnie
1463–1580
Entités précédentes :
- Royaume de Bosnie

Entités suivantes :
- Pachalik de Bosnie

Le sandjak de Bosnie (en bosnien: Bosanski sandžak) était une subdivision administrative de l'Empire ottoman, créée en 1463 après la conquête du royaume de Bosnie. Son territoire comprenait la Bosnie (région) et la Raška (région). 
Avec l’avancée ottomane, sept autres sandjaks furent progressivement rattachés au sandjak de Bosnie, menant en 1580 à la formation du pachalik de Bosnie, sous l’autorité de Ferhat-pacha Sokolović. En tant que province centrale, il était dirigé par le sandjak-bey Isa-beg Isaković, qui détenait l’autorité militaire, administrative et politique suprême. 
Son statut de plus ancien sandjak et sa position stratégique conféraient au sandjak-bey de Bosnie une influence prépondérante sur ses homologues des sandjaks voisins.
À la suite des réformes de 1867, le pachalik de Bosnie devint le vilayet de Bosnie. Bien que le vilayet soit officiellement resté sous souveraineté ottomane jusqu'en 1908, le sandjak de Bosnie cessa de facto d'exister dès 1878.
Selon le rapport du visiteur apostolique Peter Masarechi en 1624, la population de la Bosnie à cette époque comptait environ 450 000 musulmans, 150 000 catholiques et 75 000 orthodoxes. 